# Psechridae
Psechridae är en familj av spindlar. Psechridae ingår i ordningen spindlar, klassen spindeldjur, fylumet leddjur och riket djur. Enligt Catalogue of Life omfattar familjen Psechridae 26 arter. 
Kladogram enligt Catalogue of Life:
| Psechridae | \| \| Fecenia \| \| \| \| \| \| Psechrus \| \| \| \| |
|            | \| \| Fecenia \| \| \| \| \| \| Psechrus \| \| \| \| |
|            | Fecenia                                              |
|            |                                                      |
|            | Psechrus                                             |
|            |                                                      |